# Jean-Marie Doré
Jean-Marie Doré (* 12. Juni 1938 in Bossou, Präfektur Lola; † 29. Januar 2016) war ein guineischer Politiker. Als Vorsitzender der Union pour le Progrès de la Guinée (UPG) zählte er zu den führenden Oppositionspolitikern. Im Januar 2010 wurde Doré zum Premierminister einer Übergangsregierung ernannt, die ein Jahr nach dem Militärputsch von Moussa Dadis Camara, der im Dezember 2009 aufgrund eines Attentates geflüchtet war, mit den Präsidentschaftswahlen 2010 den Übergang zur Demokratie vorbereitete.

## Biografie
Jean-Marie Doré wurde in der Region Waldguinea geboren. Er studierte Jura in Lyon und spezialisierte sich nach seiner Rückkehr nach Guinea auf Arbeitsrecht. In den 1970er Jahren nahm er einen Posten bei der Internationalen Arbeitsorganisation in Genf an, parallel dazu nahm er ein Studium in Politikwissenschaften auf. Nach einem Aufenthalt in Deutschland ging Doré 1988 nach Guinea zurück und gründete dort ein Transportunternehmen. 
Anfang der 1990er Jahre gründete Doré die Oppositionspartei UPG, für die er bei den Präsidentschaftswahlen 1993 und 1998 antrat. 1998 erhielt Doré nur 1,7 % der abgegebenen Stimmen. Bei der Parlamentswahl im Jahr 2002 zählte die UPG zu den wenigen Oppositionsparteien, die nicht die Wahlen boykottierten. Sie verweigerte aber im Nachhinein die Annahme der drei Sitze, die sie als zweitstärkste Oppositionspartei gewonnen hatte.
Als im Dezember 2008 nach dem Tod des langjährigen Staatspräsidenten Lansana Conté eine Militärjunta unter Moussa Dadis Camara die Macht übernommen hatte, wurde Doré zum Sprecher des Oppositionsbündnisses Forum des Forces Vives (FFV). Doré wurde zum Verbindungsmann der Opposition zu Camara, da beide aus Waldguinea stammten. 
Am 28. September 2009 kam es zu Unruhen in der Hauptstadt Conakry, als eine Kundgebung der Opposition von dem Militär gewaltsam niedergeschlagen wurde. Bei dem Massaker wurden mehr als 150 Menschen getötet, Doré wurde schwer verletzt.
Nachdem der amtierende Staatspräsident Camara im Dezember 2009 bei einem Attentat schwer verletzt worden war, übernahm Vizepräsident Sékouba Konaté die Amtsgeschäfte und entmachtete faktisch den ins Ausland geflüchteten Camara. Er nahm umgehend Verhandlungen mit der Opposition auf, um eine Übergangsregierung einzusetzen. In einer Kampfabstimmung innerhalb der FFV setzte sich Doré knapp gegen die Gewerkschafterin Rabiatou Serah Diallo durch und wurde als Kandidat für das Amt des Regierungschefs benannt. Konaté stimmte dem Vorschlag zu und beauftragte Doré am 19. Januar 2010 mit der Regierungsbildung. Ziel war die Vorbereitung von demokratischen Präsidentschaftswahlen, die innerhalb von sechs Monaten ausgerichtet werden sollten.
Die erste Runde der Präsidentschaftswahlen fand am 27. Juni 2010 statt, in der Stichwahl am 24. Oktober 2010 setzte sich schließlich der langjährige Oppositionsführer Alpha Condé gegen den ehemaligen Premierminister Cellou Dalein Diallo durch. Nach der Vereidigung von Condé als erster frei gewählter Präsident Guineas reichte Dorés Übergangsregierung am 22. Dezember 2010 erwartungsgemäß ihren Rücktritt ein. Als Nachfolger Jean-Marie Dorés wurde Mohamed Saïd Fofana zum neuen Premierminister ernannt.

## Veröffentlichungen
- Les grandes vagues (= Collection „Flammèches“. Nr. 21). Poésie vivante, Genève 1974.
- Les immortels / domi (= Arabesques. Nr. 3). Poésie vivante, Geneve 1977.
- La résistance contre l'occupation coloniale en région forestière. Guinée 1800–1930. Harmattan, Paris 2005, ISBN 2-7475-8661-8.